# Euxoa vallus
Euxoa vallus är en fjärilsart som beskrevs av Smith 1900. Euxoa vallus ingår i släktet Euxoa och familjen nattflyn. Inga underarter finns listade i Catalogue of Life.